# Виткаускас, Армантас
Армантас Виткаускас (лит. Armantas Vitkauskas; 23 марта 1989, Мариямполе, Литовская ССР, СССР) — литовский футболист, вратарь.

## Биография

### Клубная карьера
Дебютировал в чемпионате Литвы в 2008 году в составе клуба «Судува». В 2012 году перешёл в «Жальгирис», в котором провёл 6 лет и четыре раза становился чемпионом страны. В январе 2018 года подписал контракт с румынским клубом «Конкордия». В чемпионате Румынии провёл 2 матча и пропустил 3 гола. Летом 2018 года вернулся в «Жальгирис». После сезона 2019 года контракт не был продлен.

### Карьера в сборной
Дебютировал за сборную Литвы 22 ноября 2008 года, отыграв весь матч против сборной Эстонии. В дальнейшем вызывался в сборную в 2012 и 2013 годах, но на поле больше не выходил.

## Достижения
«Судува»
- Обладатель Суперкубка Литвы (1): 2009

«Жальгирис»
- Чемпион Литвы (4): 2013, 2014, 2015, 2016
- Обладатель Кубка Литвы (7): 2011/2012, 2012/2013, 2013/2014, 2014/2015, 2015/2016, 2016, 2018
- Обладатель Суперкубка Литвы (2): 2016, 2017